# Dlouhoňovice
Dlouhoňovice (en allemand : Dlouhonowitz) est une commune du district d'Ústí nad Orlicí, dans la région de Pardubice, en Tchéquie. Sa population s'élevait à 822 habitants en 2024.

## Géographie
Dlouhoňovice se trouve à 3 km au sud-ouest du centre de Žamberk, à 12 km au nord-nord-est d'Ústí nad Orlicí, à 48 km à l'est-nord-est de Pardubice et à 144 km à l'est de Prague.
La commune est limitée par Helvíkovice au nord, par Žamberk au nord et au nord-est, par Lukavice à l'est, par Písečná et Hejnice au sud, et par Česká Rybná et Záchlumí à l'ouest.

## Histoire
La première mention écrite de la localité date de 1543.

## Galerie

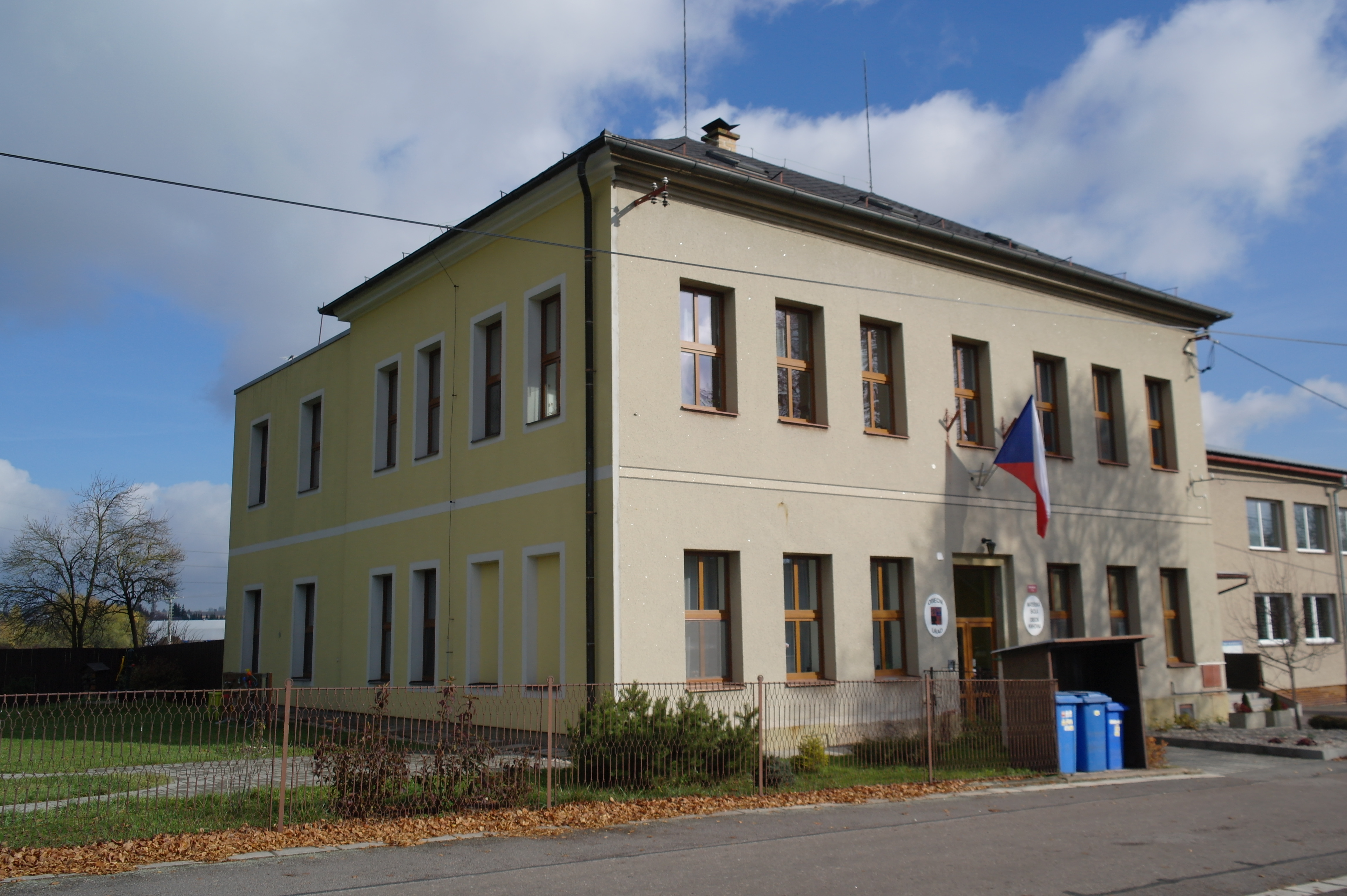
Dlouhoňovice : la mairie.
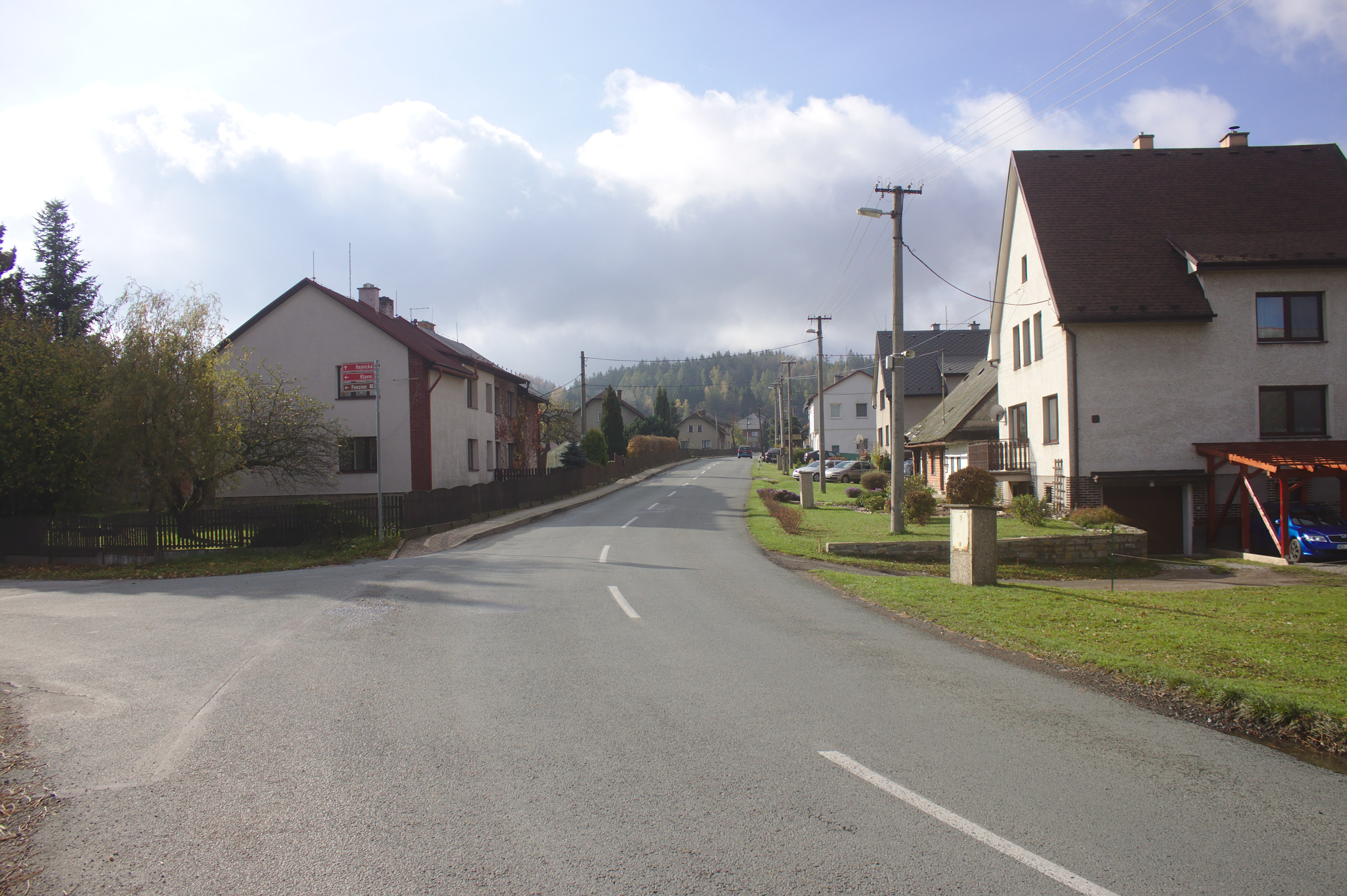
Rue à Dlouhoňovice.

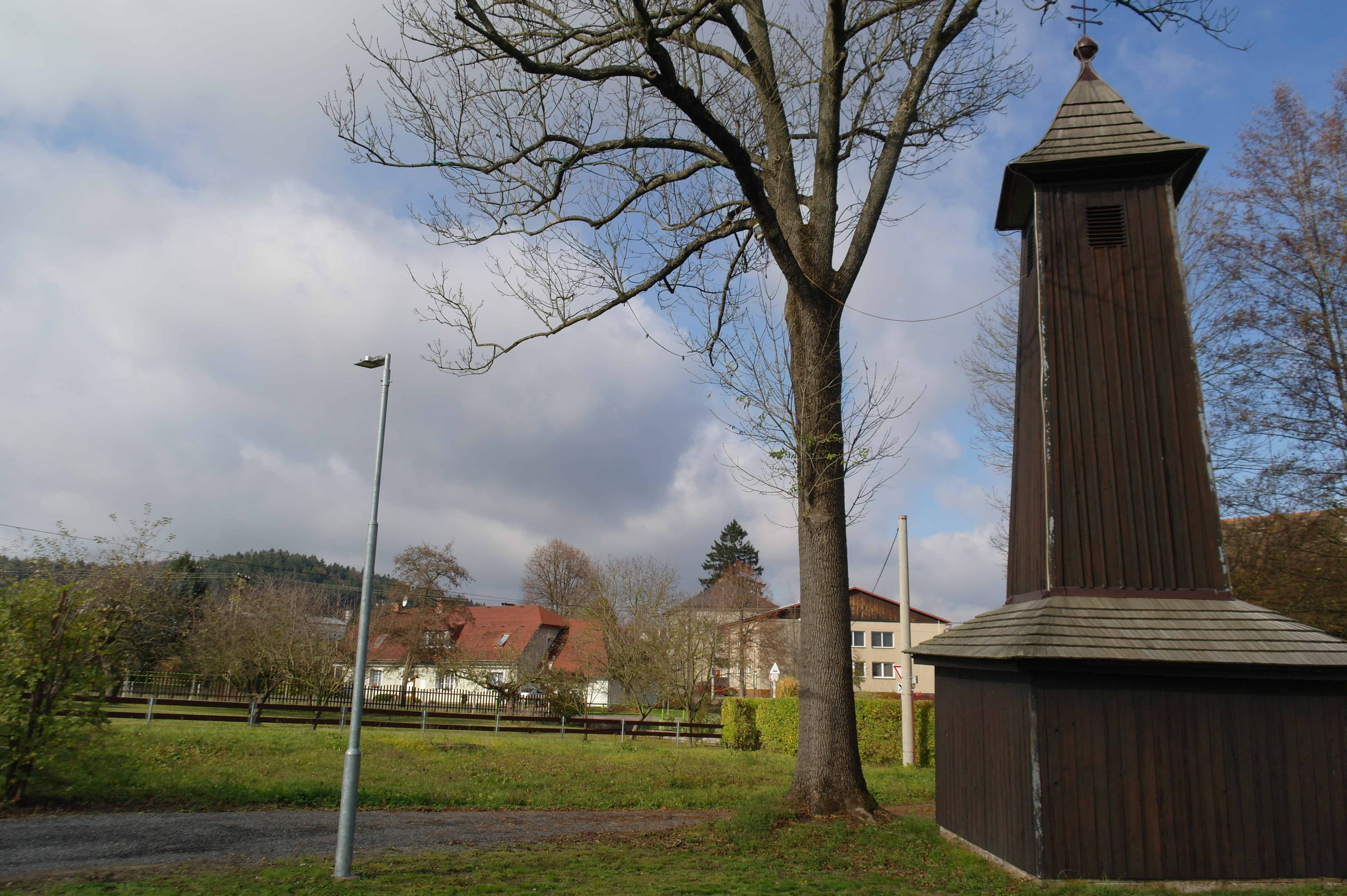
Tour-clocher en bois.
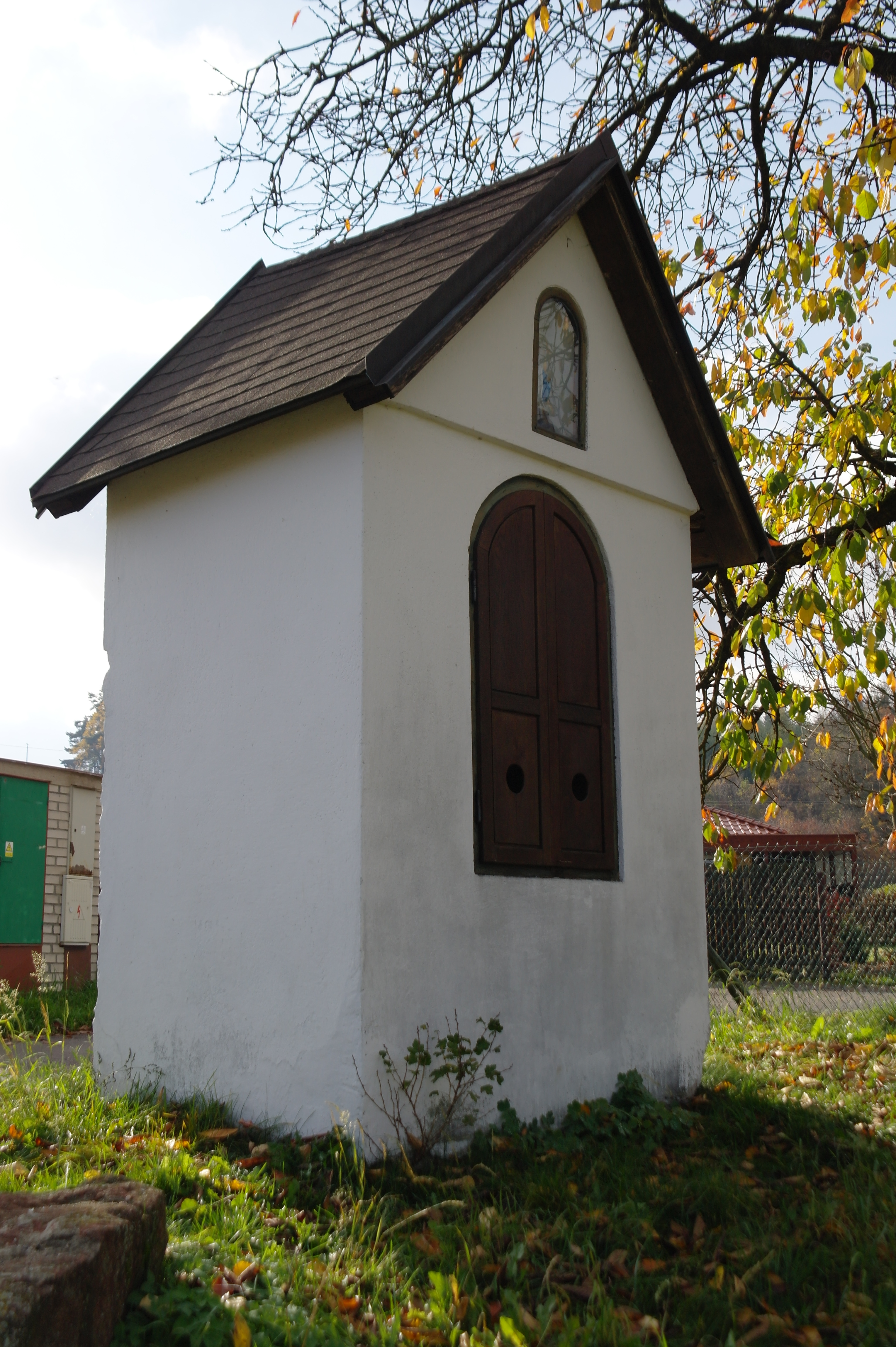
Chapelle.

## Transports
Par la route, Dlouhoňovice se trouve à 3 km de Žamberk, à 15 km d'Ústí nad Orlicí, à 59 km de Pardubice et à 172 km de Prague.